# Wilbert Suvrijn
Wilbert Suvrijn (* 26. říjen 1962, Sittard) je bývalý nizozemský fotbalista. Nastupoval především na postu obránce.
S nizozemskou reprezentací vyhrál Mistrovství Evropy 1988, na šampionátu nastoupil ke dvěma utkáním. V národním týmu odehrál celkem 9 zápasů.
S Montpellierem získal v sezóně 1989/90 francouzský pohár. V nizozemské nejvyšší soutěži hrál za Fortunu Sittard a Rodu Kerkrade.